# Agustín Rosety
Agustín Rosety Fernández de Castro, né le 26 mars 1947, est un homme politique espagnol membre de Vox.

## Biographie
Général à la retraite, Agustín Rosety est signataire en 2018 de la tribune exaltant Francisco Franco signée par des centaines d'anciens commandants militaires. Le texte justifie le coup d'État de 1936 contre la république.
Lors des élections générales anticipées du 28 avril 2019, il est élu député au Congrès des députés pour la XIIIe législature  dans la circonscription de Cadix. Il est réélu lors des élections générales anticipées du 10 novembre 2019 pour la XIVe législature.